# Maria, żona Iwana Władysława
Maria – bułgarska caryca w latach 1015–1018, żona cara Iwana Władysława.

## Caryca
O pochodzeniu Marii nie wiadomo nic pewnego. Nie jest również znana data jej ślubu z Iwanem Władysławem. Przekazana przez bizantyńskich historyków informacja o sześciu synach i sześciu córkach pochodzących z tego małżeństwa wskazuje, że do ślubu musiało dojść najpóźniej na początku XI wieku. W 1015 roku po zamordowaniu swego kuzyna Gabriela Radomira mąż Marii objął tron, upadającego pod ciosami bizantyńskimi, carstwa bułgarskiego. Po trzech latach walk w lutym 1018 roku Iwan Władysław zginął pod murami Dracza.
Władzę nad resztkami państwa objęła caryca Maria. Jej synowie byli zbyt młodzi, by kierować państwem. Cesarz bizantyński Bazyli II na wiadomość o śmierci cara opuścił Konstantynopol. W Adrianopolu spotkał syna i brata bułgarskiego generała Krakry, którzy przywieźli mu wiadomość, że generał podda mu bronioną przez siebie twierdzę Pernik. Bazyli przyjął ich uprzejmie i obdarował godnościami. Do Mosynopolis, kolejnego miejsca postoju cesarza, przybyli legaci z Bitoli, Morowizdu i Liplyanu wręczając cesarzowi klucze do tych miast. W Serres poddał się cesarzowi Krakra wraz z dowódcami 35 podległych mu twierdz. Poprzedził go Dragomusz dowódca Strumicy. Cesarz mianował Dragomusza patrycjuszem i odesłał przed sobą do Strumicy.
Obserwując rozwój wydarzeń caryca zdecydowała się, za radą patriarchy Dawida, na poddanie państwa. Jej najstarszy syn Presjan sprzeciwił się tej decyzji i wraz z dwoma braćmi opuścił Ochrydę i udał się w góry. Większość dworzan poparła nowy kurs polityczny. Caryca wysłała z Ochrydy patriarchę Dawida z listami do cesarza Bazylego do Strumicy dla uzgodnienia warunków kapitulacji. Ze Strumicy cesarz bizantyński skierował się ku Skopje, gdzie stacjonował z potężnym garnizonem generał bizantyński Dawid Arianites, następnie przeszedł przez Szczip i Prosek nad Wardarem i na koniec stanął pod murami Ochrydy. U bram miasta Maria spotkała się z cesarzem prowadząc cały dwór – trzech swoich synów i sześć córek, bastarda Samuela, dwie córki Gabriela Radomira i jego pięciu synów, spośród których jeden był ślepy. Bazyli przywitał ich serdecznie i przyjął ich poddanie się. W Ochrydzie Bułgarzy wydali cesarzowi skarbiec carski (wyroby ze złota, wyszywaną złotem odzież, kolekcję złotych diademów ozdobionych perłami) o wartości 100 centenarii, który Bazyli rozdzielił pomiędzy wojsko jako łup wojenny.

## W orszaku zwycięzcy
Z Ochrydy caryca wraz ze swym dworem pociągnęła w orszaku cesarskim na południe do Prespy. Tam cesarzowi poddali się synowie Marii – Presjan wraz z braćmi, którzy zeszli ze dzikich zboczy góry Tomor, dokąd Bazyli posłał za nimi pościg. Cesarz obdarzył Presjana godnością magistra, a pozostałych braci uczynił patrycjuszami. Bułgarzy przybywali teraz tłumnie poddać się cesarzowi – przybył Nestorica i młody Dobromir ze swymi ludźmi. Poddał się nawet zdrajca z Larisy Nikulitzes, który ukrywał się w górach, a kiedy został sam bez towarzyszy, oddał się w ręce cesarskie. Cesarz nie chciał go widzieć i odesłał do więzienia w Tesalonice. Była połowa sierpnia 1018 roku. W Prespie doszła wszystkich wiadomość o dramatycznym końcu oporu wielmoży bułgarskiego Iwaca, który od dwóch miesięcy negocjował warunki poddania Dewolu, jednocześnie sondując poparcie wśród niezależnych jeszcze wojewodów bułgarskich dla swojej kandydatury na cara Bułgarii. W połowie sierpnia Iwac zaprosił swych przyjaciół na świętowanie z nim uroczystości Wniebowzięcia Najświętszej Marii Panny. Grecki negocjator Eustachios Dafnomelus poprosił po uroczystościach o prywatną rozmowę z Iwacem. W odległej części sadu, dokąd się udali, obezwładnił gospodarza, zakneblował i wykłuł mu oczy. Przybyli na odgłos szamotaniny goście, widząc pozbawionego wzroku Iwaca i stanowczość Eustachiosa zrezygnowali z dalszego oporu. Dewol poddał się, a Eustachios został w nagrodę mianowany jego strategiem.
Z Prespy cesarz udał się przez Dracz, Koloneę i Drimpolis w Epirze do Kastorii. Tutaj znalazł dwie córki cara Samuela, które zostały przyprowadzone do jego obozu. Kiedy zobaczyły carycę Marię, ich wściekłość nie znała granic. Istniało niebezpieczeństwo, że mogą ją poważnie poranić. Chcąc zaoszczędzić sobie na przyszłość dalszych tego rodzaju scen, cesarz wysłał carską rodzinę do Konstantynopola. Caryca Maria, podobnie jak Teodora Kosara, została tam obdarzona godnością patrycjuszki (σωστἠ πατρίκια, soste patrikia)
Cesarz Bazyli z Kastorii przez Tesalię udał się do Aten, gdzie w cerkwi Matki Bożej, przerobionej z Partenonu, złożył podziękowanie Bogu. Bułgaria została przyłączona do Bizancjum. Na północy w Sirmium do początków 1019 roku bronił się jeszcze tylko wojewoda Sermon, władający ziemiami pomiędzy Sawą a Dunajem.
W 1030 roku wzięła udział w spisku, mającym na celu obalenie cesarza Romana III Argyrosa i wyniesienie do władzy jej syna, Presjana i jego żony cesarzówny Teodory. Po odkryciu spisku została pozbawiona tytułu dworskiego i postrzyżona na mniszkę w klasztorze Mantynejskim.

## Potomkowie Marii i Iwana Władysława
Maria urodziła Iwanowi Władysławowi sześciu synów i sześć córek. Znamy imiona sześciorga spośród nich:
- Presjan
- Ałusijan
- Aaron
- Trajan
- Radomir
- Katarzyna

Zarówno oni jak i ich dzieci mieli w ciągu najbliższych stu lat odegrać znaczną rolę w życiu cesarstwa bizantyńskiego, sprawując wysokie urzędy i świetnie wychodząc za mąż.